# Thomas Frederic Cheeseman
Thomas Frederic Cheeseman, född 8 juni 1846 i Kingston upon Hull, Storbritannien, död 15 oktober 1923 i Auckland, Nya Zeeland, var en nyzeeländsk botaniker och naturhistoriker.
Auktorsnamnet Cheeseman kan användas för Thomas Frederic Cheeseman i samband med ett vetenskapligt namn inom botaniken; se Wikipediaartiklar som länkar till auktorsnamnet.